# Премія YUNA найкращому автору слів
«YUNA» — щорічна українська щорічна національна професійна музична премія, заснована у 2011 році. Премія найкращому автору слів — колишня нагорода, що вручалася з найпершої церемонії вручення, на якій вшановувалися досягнення у музиці за 1991—2011 роки, до 4 церемонії вручення, на якій вшановувалися досягнення у музиці за 2014 рік. Напередодні 4-ї церемонії вручення організаційний комітет YUNA задовольнив спільне прохання номінантів у цій категорії не відкривати конверт із іменем переможця, а посмертно нагородити Андрія Кузьменка. Щоб роз'яснити дану ситуацію і присвятити нагороду Кузьмі на сцену із промовою виходив представник від номінантів Потап
Рекордсменом за кількістю нагород у цій номінації є Андрій Хливнюк, який перемагав двічі.

## 1991—2020

### 1991–2011
- Андрій Хливнюк[2]
  - Андрій «Скрябін» Кузьменко
  - Діанна Гольде
  - Ірина Білик
  - Святослав Вакарчук
  - Юрій Рибчинський

### 2012
- Андрій Хливнюк[3]
  - Іван Дорн
  - Костянтин Меладзе
  - Святослав Вакарчук
  - Влад Дарвін

### 2013
- Святослав Вакарчук[4]
  - LOBODA
  - Андрій «Кузьма» Скрябін
  - Віктор Бронюк
  - Світлана Тарабарова
  - Влад Дарвін

### 2014
- Андрій «Скрябін» Кузьменко[5]
  - Потап
  - LOBODA
  - Світлана Тарабарова
  - Джамала